# Марк Анній (претор 218 року до н. е.)
Марк А́нній (лат. Marcus Annius; близько 260 до н. е. — після 218 до н. е.) — політичний та військовий діяч Римської республіки, претор 218 року до н. е.

## Життєпис
Походив з роду Анніїв. Про молоді роки немає відомостей. За деякими відомостями мав ім'я Тит, проте більш ймовірно носив ім'я Марк. До 218 року до н. е. обіймав посаду претора. У тому ж році входив до комісії по розділу землі між областями Плаценції і Кремони (Цізальпійська Галлія). Після нападу галльських племен бойїв та інсумбрів (плем'я гальської групи) разом з комісіантами втік до Мутіни (сучасна Модена) і зачинився там. Був підступно захоплений галами в полон під час перемовин. Ймовірно, помер у полоні.

## Родина
- Тит Анній Луск